# Segunda División de España 1951-52
La temporada 1951–52 de la Segunda División de España de fútbol corresponde a la 21.ª edición del campeonato y se disputó entre el 9 de septiembre de 1951 y el 13 de abril de 1952 en su fase regular. Posteriormente se disputó la fase de ascenso entre el 27 de abril y el 29 de junio.
Los campeones de Segunda División fueron el Real Oviedo CF y el CD Málaga.

## Sistema de competición
La Segunda División de España 1951/52 fue organizada por la Federación Española de Fútbol (RFEF).
El campeonato contó con la participación de 32 clubes divididos en dos grupos de 16 equipos cada uno, agrupándose por criterios de proximidad geográfica, y se disputó siguiendo un sistema de liga, de modo que los 16 equipos de cada grupo se enfrentaron entre sí, todos contra todos en dos ocasiones -una en campo propio y otra en campo contrario- sumando un total de 30 jornadas. El orden de los encuentros se decidió por sorteo antes de empezar la competición.
Se estableció una clasificación con arreglo a los puntos obtenidos en cada enfrentamiento, a razón de dos por partido ganado, uno por empatado y ninguno en caso de derrota. En caso de empate a puntos entre dos o más clubes en la clasificación, se tuvo en cuenta el mayor cociente de goles. 
Los primeros clasificados de cada grupo ascendieron directamente a Primera División, mientras que los segundos y terceros clasificados pasaron a la Fase de Ascenso, consistente en una liguilla, disputada también a doble partido a la que se unieron el tercer y cuarto peor equipos clasificados de Primera División. Se aplicaron los mismos criterios de puntuación que en la liga regular. Los dos primeros clasificados al término de las diez jornadas lograban la permanencia o el ascenso a Primera División según el caso, mientras que el resto descendía a Segunda División o no logrababa el ascenso.
La Federación Española de Fútbol planteó una reducción de equipos para la siguiente temporada, y en un principio se estableció que los seis últimos clasificados de cada grupo descendieran directamente a Tercera División, y que los clasificados entre el octavo y el décimo lugar jugaran una promoción de permanencia. Dicha promoción se disputó, pero poco después se canceló la reducción de equipos y tan solo descendieron directamente a Tercera División los tres últimos clasificados de cada grupo.

## Clubes participantes
| Datos de ascensos y descensos con respecto a la temporada anterior |
| --- |
| CD Málaga, Real Murcia, CD Alcoyano y UD Lérida descienden de Primera División. Real Gijón CF, Atlético Tetuán, UD Las Palmas y Real Zaragoza CD ascienden a Primera División. Albacete Balompié, SD Ceuta, Gerona CF y CD Numancia descienden a Tercera División. Alicante CF, CD Atlético Baleares, Caudal Deportivo y Deportivo Alavés ascienden a Segunda División. |

### Grupo I
| Equipo                                     | Ciudad      | Estadio                        |
| ------------------------------------------ | ----------- | ------------------------------ |
| Club de Fútbol Badalona                    | Badalona    | Avenida de Navarra             |
| Club Deportivo Baracaldo Altos Hornos      | Baracaldo   | Lasesarre                      |
| Caudal Deportivo                           | Mieres      | El Batán                       |
| Deportivo Alavés                           | Vitoria     | Mendizorroza                   |
| Club Ferrol                                | Ferrol      | Inferniño                      |
| Club Gimnástico de Tarragona               | Tarragona   | Avenida de Cataluña            |
| Real Sociedad Gimnástica de Torrelavega    | Torrelavega | El Malecón                     |
| Unión Deportiva Huesca                     | Huesca      | San Jorge                      |
| Unión Deportiva Lérida                     | Lérida      | Campo de Deportes              |
| Club Deportivo Logroñés                    | Logroño     | Las Gaunas                     |
| Sociedad Gimnástica Lucense                | Lugo        | Los Miñones                    |
| Unión Deportiva Orensana                   | Orense      | O Couto                        |
| Club Atlético Osasuna                      | Pamplona    | San Juan                       |
| Real Oviedo Club de Fútbol                 | Oviedo      | Buenavista                     |
| Centro de Deportes Sabadell Club de Fútbol | Sabadell    | Cruz Alta                      |
| Club Deportivo San Andrés                  | Barcelona   | San Andrés, calle Santa Coloma |

### Grupo II
| Equipo                           | Ciudad                    | Estadio                    |
| -------------------------------- | ------------------------- | -------------------------- |
| Club Deportivo Alcoyano          | Alcoy                     | El Collao                  |
| Alicante Club de Fútbol          | Alicante                  | Bardín                     |
| Club Deportivo Atlético Baleares | Palma de Mallorca         | Son Canals                 |
| Cartagena Club de Fútbol         | Cartagena                 | El Almarjal                |
| Real Club Deportivo Córdoba      | Córdoba                   | El Arcángel                |
| Granada Club de Fútbol           | Granada                   | Los Cármenes               |
| Hércules Club de Fútbol          | Alicante                  | La Viña                    |
| Levante Unión Deportiva          | Valencia                  | Vallejo                    |
| Real Balompédica Linense         | La Línea de la Concepción | La Balompédica             |
| Club Deportivo Málaga            | Málaga                    | La Rosaleda                |
| Real Club Deportivo Mallorca     | Palma de Mallorca         | El Fortín                  |
| Unión Deportiva Melilla          | Melilla                   | Álvarez Claro              |
| Club Deportivo Mestalla          | Valencia                  | Mestalla                   |
| Club Real Murcia                 | Murcia                    | La Condomina               |
| Agrupación Deportiva Plus Ultra  | Madrid                    | Velódromo de Ciudad Lineal |
| Unión Deportiva Salamanca        | Salamanca                 | El Calvario                |

## Primera fase

### Grupo I

#### Clasificación
| Pos. | Equipo                          | Pts. | PJ | G  | E  | P  | GF | GC | Dif. | Clasificación                     |
| ---- | ------------------------------- | ---- | -- | -- | -- | -- | -- | -- | ---- | --------------------------------- |
| 1    | Real Oviedo C. F. (C, A)        | 39   | 30 | 16 | 7  | 7  | 66 | 29 | +37  | Ascenso a Primera División        |
| 2    | C. D. Logroñés                  | 36   | 30 | 15 | 6  | 9  | 48 | 40 | +8   | Acceso a Fase de ascenso          |
| 3    | Club Ferrol                     | 33   | 30 | 11 | 11 | 8  | 55 | 44 | +11  | Acceso a Fase de ascenso          |
| 4    | C. D. Sabadell C. F.            | 33   | 30 | 13 | 7  | 10 | 58 | 44 | +14  |                                   |
| 5    | C. D. Baracaldo Altos Hornos    | 33   | 30 | 13 | 7  | 10 | 61 | 32 | +29  |                                   |
| 6    | C. A. Osasuna                   | 33   | 30 | 12 | 9  | 9  | 49 | 41 | +8   |                                   |
| 7    | U. D. Lérida                    | 32   | 30 | 14 | 4  | 12 | 41 | 52 | −11  |                                   |
| 8    | Caudal Deportivo                | 32   | 30 | 13 | 6  | 11 | 55 | 45 | +10  | Acceso a Promoción de permanencia |
| 9    | Deportivo Alavés                | 30   | 30 | 10 | 10 | 10 | 51 | 50 | +1   | Acceso a Promoción de permanencia |
| 10   | R. S. Gimnástica de Torrelavega | 29   | 30 | 12 | 5  | 13 | 49 | 60 | −11  | Acceso a Promoción de permanencia |
| 11   | U. D. Huesca                    | 29   | 30 | 13 | 3  | 14 | 56 | 64 | −8   |                                   |
| 12   | C. D. San Andrés                | 28   | 30 | 12 | 4  | 14 | 51 | 57 | −6   |                                   |
| 13   | Gimnástico de Tarragona         | 28   | 30 | 9  | 10 | 11 | 51 | 71 | −20  |                                   |
| 14   | U. D. Orensana (D)              | 24   | 30 | 9  | 6  | 15 | 40 | 56 | −16  | Descenso a Tercera División       |
| 15   | C. F. Badalona (D)              | 21   | 30 | 7  | 7  | 16 | 49 | 64 | −15  | Descenso a Tercera División       |
| 16   | S. G. Lucense (D)               | 20   | 30 | 5  | 10 | 15 | 32 | 63 | −31  | Descenso a Tercera División       |

 Fuente: BDFutbol
Criterios de clasificación: Puntos · Diferencia de goles · Goles a favor · Play-off
Notas:
1. ↑  La U. D. Orensana desapareció finalizada la temporada debido a problemas económicos.
2. ↑  La S. G. Lucense desapareció finalizada la temporada debido a problemas económicos.

#### Resultados
| Local \ Visitante               | ALV | BAD | BAR | CAU | FER | GTO | GIM | HUE | LER | LOG | LUC | ORE | OSA | OVI | SAB | SAD |
| ------------------------------- | --- | --- | --- | --- | --- | --- | --- | --- | --- | --- | --- | --- | --- | --- | --- | --- |
| Deportivo Alavés                | —   | 3–0 | 2–2 | 6–1 | 3–2 | 1–1 | 3–0 | 4–0 | 3–0 | 1–0 | 1–1 | 1–1 | 1–1 | 0–2 | 2–1 | 1–0 |
| C. F. Badalona                  | 2–2 | —   | 0–1 | 2–5 | 6–1 | 4–2 | 3–3 | 6–0 | 2–0 | 2–2 | 3–0 | 4–1 | 1–2 | 0–0 | 1–3 | 3–2 |
| C. D. Baracaldo Altos Hornos    | 5–1 | 2–0 | —   | 2–0 | 0–0 | 5–0 | 5–0 | 5–2 | 3–0 | 3–1 | 2–2 | 3–0 | 6–1 | 4–2 | 1–1 | 4–1 |
| Caudal Deportivo                | 4–1 | 3–0 | 1–1 | —   | 2–2 | 2–0 | 1–1 | 4–0 | 4–2 | 0–1 | 4–0 | 1–0 | 5–1 | 2–1 | 2–0 | 1–1 |
| Club Ferrol                     | 2–2 | 2–0 | 2–1 | 2–1 | —   | 2–0 | 3–3 | 2–1 | 6–1 | 3–3 | 1–1 | 3–0 | 1–0 | 3–0 | 2–1 | 8–0 |
| R. S. Gimnástica de Torrelavega | 4–3 | 4–0 | 0–3 | 1–0 | 1–1 | —   | 3–0 | 4–2 | 2–1 | 2–2 | 4–1 | 2–1 | 1–0 | 2–0 | 3–1 | 2–1 |
| Gimnástico de Tarragona         | 2–1 | 4–1 | 2–1 | 3–2 | 0–0 | 3–1 | —   | 3–3 | 3–2 | 1–1 | 5–0 | 5–2 | 0–0 | 1–1 | 1–4 | 2–1 |
| U. D. Huesca                    | 1–3 | 3–0 | 2–1 | 0–3 | 5–1 | 1–0 | 7–1 | —   | 1–1 | 4–1 | 2–1 | 2–0 | 2–1 | 2–1 | 1–0 | 7–2 |
| U. D. Lérida                    | 1–0 | 2–2 | 1–0 | 3–0 | 2–2 | 1–0 | 3–0 | 3–2 | —   | 2–1 | 2–0 | 3–1 | 2–1 | 1–0 | 2–1 | 2–0 |
| C. D. Logroñés                  | 2–1 | 2–1 | 2–0 | 2–1 | 1–0 | 4–0 | 3–2 | 4–1 | 2–1 | —   | 2–1 | 5–1 | 0–1 | 1–0 | 1–1 | 1–0 |
| S. G. Lucense                   | 0–0 | 2–1 | 0–0 | 2–3 | 0–0 | 1–1 | 2–2 | 3–0 | 1–2 | 0–0 | —   | 2–0 | 1–1 | 2–1 | 3–0 | 2–3 |
| U. D. Orensana                  | 1–1 | 1–1 | 1–0 | 1–0 | 1–0 | 1–1 | 2–0 | 1–2 | 3–1 | 5–1 | 5–1 | —   | 1–1 | 1–1 | 4–2 | 1–0 |
| C. A. Osasuna                   | 3–1 | 6–0 | 2–2 | 1–1 | 2–2 | 2–0 | 3–2 | 1–0 | 5–0 | 2–1 | 4–1 | 2–1 | —   | 1–2 | 2–1 | 1–1 |
| Real Oviedo C. F.               | 1–1 | 2–2 | 1–0 | 5–1 | 2–0 | 7–3 | 2–1 | 4–0 | 2–0 | 2–0 | 8–0 | 6–0 | 2–0 | —   | 1–1 | 3–1 |
| C. D. Sabadell C. F.            | 6–1 | 2–1 | 2–1 | 3–0 | 3–1 | 7–2 | 2–2 | 2–2 | 0–0 | 1–0 | 4–1 | 2–1 | 2–1 | 2–2 | —   | 1–0 |
| C. D. San Andrés                | 4–1 | 2–1 | 1–0 | 1–1 | 2–1 | 4–1 | 7–1 | 2–1 | 5–0 | 1–2 | 2–1 | 3–2 | 1–1 | 0–2 | 3–2 | —   |

### Grupo II

#### Clasificación
| Pos. | Equipo                  | Pts. | PJ | G  | E | P  | GF | GC | Dif. | Clasificación                     |
| ---- | ----------------------- | ---- | -- | -- | - | -- | -- | -- | ---- | --------------------------------- |
| 1    | C. D. Málaga (C, A)     | 42   | 30 | 18 | 6 | 6  | 83 | 37 | +46  | Ascenso a Primera División        |
| 2    | C. D. Mestalla          | 40   | 30 | 18 | 4 | 8  | 63 | 32 | +31  | Acceso a Fase de ascenso          |
| 3    | C. D. Alcoyano          | 36   | 30 | 16 | 4 | 10 | 55 | 39 | +16  | Acceso a Fase de ascenso          |
| 4    | Hércules C. F.          | 36   | 30 | 15 | 6 | 9  | 41 | 37 | +4   |                                   |
| 5    | Real Murcia             | 33   | 30 | 13 | 7 | 10 | 44 | 39 | +5   |                                   |
| 6    | R. C. D. Mallorca       | 32   | 30 | 15 | 2 | 13 | 60 | 39 | +21  |                                   |
| 7    | U. D. Salamanca         | 32   | 30 | 14 | 4 | 12 | 45 | 44 | +1   |                                   |
| 8    | U. D. Melilla           | 30   | 30 | 13 | 4 | 13 | 59 | 51 | +8   | Acceso a Promoción de permanencia |
| 9    | R. C. D. Córdoba        | 29   | 30 | 13 | 3 | 14 | 52 | 64 | −12  | Acceso a Promoción de permanencia |
| 10   | C. D. Atlético Baleares | 28   | 30 | 13 | 2 | 15 | 52 | 56 | −4   | Acceso a Promoción de permanencia |
| 11   | R. B. Linense           | 26   | 30 | 9  | 8 | 13 | 46 | 69 | −23  |                                   |
| 12   | A. D. Plus Ultra        | 25   | 30 | 10 | 5 | 15 | 38 | 53 | −15  |                                   |
| 13   | Granada C. F.           | 24   | 30 | 9  | 6 | 15 | 32 | 53 | −21  |                                   |
| 14   | Levante U. D. (D)       | 24   | 30 | 10 | 4 | 16 | 33 | 50 | −17  | Descenso a Tercera División       |
| 15   | Alicante C. F. (D)      | 24   | 30 | 10 | 4 | 16 | 35 | 49 | −14  | Descenso a Tercera División       |
| 16   | Cartagena C. F. (D)     | 19   | 30 | 6  | 7 | 17 | 34 | 60 | −26  | Descenso a Tercera División       |

 Fuente: BDFutbol
Criterios de clasificación: Puntos · Diferencia de goles · Goles a favor · Play-off
Notas:
1. ↑  El Cartagena C. F. fue descendido administrativamente a Regional debido a problemas económicos.

#### Resultados
| Local \ Visitante       | ALC | ALI | BAL | CAR | COR | GRA | HER | LEV | LIN | MAL | MLL | MEL | MES | MUR | PLU | SAL |
| ----------------------- | --- | --- | --- | --- | --- | --- | --- | --- | --- | --- | --- | --- | --- | --- | --- | --- |
| C. D. Alcoyano          | —   | 0–0 | 4–0 | 4–1 | 4–0 | 1–0 | 5–2 | 1–0 | 2–0 | 2–2 | 2–0 | 6–2 | 0–0 | 1–0 | 4–0 | 3–2 |
| Alicante C. F.          | 1–0 | —   | 1–2 | 1–0 | 2–0 | 1–1 | 0–1 | 3–1 | 4–1 | 4–0 | 2–0 | 2–0 | 0–4 | 4–2 | 2–1 | 0–1 |
| C. D. Atlético Baleares | 2–2 | 3–1 | —   | 4–1 | 4–0 | 4–0 | 3–1 | 2–1 | 5–0 | 2–3 | 0–2 | 3–1 | 3–1 | 1–1 | 3–2 | 3–0 |
| Cartagena C. F.         | 0–2 | 5–2 | 0–2 | —   | 1–0 | 1–3 | 1–0 | 0–0 | 5–0 | 1–1 | 0–1 | 1–1 | 0–0 | 1–4 | 2–3 | 3–0 |
| R. C. D. Córdoba        | 5–0 | 3–1 | 2–1 | 4–0 | —   | 5–0 | 0–0 | 1–0 | 4–1 | 2–1 | 1–0 | 3–2 | 3–0 | 0–0 | 2–0 | 2–3 |
| Granada C. F.           | 0–1 | 2–1 | 2–1 | 2–2 | 1–3 | —   | 0–0 | 3–1 | 1–1 | 1–3 | 3–1 | 0–2 | 2–0 | 0–1 | 2–0 | 1–0 |
| Hércules C. F.          | 1–0 | 2–0 | 3–1 | 1–1 | 2–1 | 4–1 | —   | 2–0 | 0–0 | 1–0 | 1–0 | 3–2 | 1–1 | 1–1 | 3–1 | 3–0 |
| Levante U. D.           | 1–3 | 3–0 | 1–0 | 0–1 | 3–0 | 1–0 | 1–2 | —   | 3–0 | 1–0 | 3–2 | 3–0 | 0–2 | 1–0 | 2–2 | 1–1 |
| R. B. Linense           | 1–2 | 3–1 | 5–0 | 3–2 | 8–0 | 0–0 | 2–0 | 1–1 | —   | 1–1 | 2–2 | 1–0 | 0–6 | 7–1 | 2–2 | 1–0 |
| C. D. Málaga            | 4–0 | 3–0 | 5–1 | 8–2 | 6–2 | 5–1 | 3–1 | 7–0 | 6–1 | —   | 4–0 | 1–1 | 2–0 | 3–0 | 2–1 | 2–0 |
| R. C. D. Mallorca       | 3–1 | 2–0 | 2–0 | 2–0 | 6–1 | 5–0 | 3–0 | 1–2 | 5–0 | 2–2 | —   | 3–1 | 4–1 | 1–2 | 3–0 | 5–0 |
| U. D. Melilla           | 3–1 | 2–0 | 5–1 | 3–1 | 0–0 | 2–1 | 4–1 | 4–1 | 3–1 | 4–5 | 4–0 | —   | 2–0 | 2–0 | 3–1 | 2–3 |
| C. D. Mestalla          | 2–0 | 3–1 | 5–1 | 2–0 | 4–3 | 4–1 | 0–1 | 3–1 | 7–1 | 1–0 | 2–1 | 4–1 | —   | 2–0 | 5–0 | 2–1 |
| Real Murcia             | 4–3 | 3–0 | 2–0 | 2–1 | 4–2 | 2–0 | 1–2 | 5–1 | 0–2 | 0–0 | 2–1 | 0–0 | 0–0 | —   | 2–0 | 4–1 |
| A. D. Plus Ultra        | 1–0 | 0–0 | 2–0 | 5–1 | 4–3 | 0–3 | 1–0 | 3–0 | 0–0 | 2–3 | 0–1 | 4–3 | 1–2 | 0–0 | —   | 1–0 |
| U. D. Salamanca         | 2–1 | 1–1 | 1–0 | 0–0 | 6–0 | 1–1 | 4–2 | 1–0 | 6–1 | 3–1 | 3–2 | 1–0 | 2–0 | 2–1 | 0–1 | —   |

## Fase de ascenso
En la fase de ascenso jugaron CD Logroñés y Club Ferrol del Grupo I; CD Mestalla y CD Alcoyano del Grupo II; y Real Gijón CF y Real Santander SD como equipos de Primera División. Los dos primeros clasificados jugarían en Primera División la siguiente temporada, el resto lo harían en Segunda División.
Al final de esta fase se dio una circunstancia inusual hasta el momento. El CD Mestalla era filial del Valencia CF pero aún no existía ninguna normativa que impidiera que jugaran en la misma categoría ya que nunca se esperaba que ocurriera esto ante la escasez de equipos filiales. Los valencianos quedaron primeros y su ascenso era efectivo y mandaba al Santander a Segunda División, y el único impedimento que ponía la Federación era que los dos clubes deberían jugar en campos distintos. Finalmente en Asamblea, la Federación resolvió la situación dejando sin efecto el ascenso del Mestalla y otorgando la plaza del Primera División al Real Santander SD.

### Clasificación
| Pos. | Equipo               | Pts. | PJ | G | E | P | GF | GC | Dif. | Clasificación                 |
| ---- | -------------------- | ---- | -- | - | - | - | -- | -- | ---- | ----------------------------- |
| 1    | C. D. Mestalla       | 14   | 10 | 5 | 4 | 1 | 27 | 10 | +17  |                               |
| 2    | Real Gijón           | 13   | 10 | 5 | 3 | 2 | 20 | 14 | +6   | Permanece en Primera División |
| 3    | Real Santander S. D. | 11   | 10 | 5 | 1 | 4 | 27 | 20 | +7   | Permanece en Primera División |
| 4    | C. D. Alcoyano       | 9    | 10 | 4 | 1 | 5 | 23 | 0  | +23  |                               |
| 5    | C. D. Logroñés       | 8    | 10 | 3 | 2 | 5 | 11 | 21 | −10  |                               |
| 6    | Club Ferrol          | 5    | 10 | 2 | 1 | 7 | 13 | 0  | +13  |                               |

 Fuente: Resultados Futbol
Criterios de clasificación: Puntos · Diferencia de goles · Goles a favor · Play-off
Notas:
1. ↑  El C. D. Mestalla no pudo hacer efectivo su ascenso por tratarse de un equipo filial del Valencia C. F. de Primera División.

### Resultados
| Local \ Visitante | ALC | FER  | GIJ | LOG | MES | RSA |
| ----------------- | --- | ---- | --- | --- | --- | --- |
| C. D. Alcoyano    | —   | 4–3  | 3–4 | 7–2 | 2–2 | 4–2 |
| Club Ferrol       | 1–0 | —    | 1–3 | 2–0 | 1–4 | 3–7 |
| Real Gijón        | 1–2 | 2–1  | —   | 1–0 | 1–1 | 3–0 |
| C. D. Logroñés    | 1–0 | 1–1  | 3–2 | —   | 1–1 | 2–0 |
| C. D. Mestalla    | 2–0 | 4–0  | 2–2 | 5–1 | —   | 6–1 |
| Real Santander    | 3–1 | 10–0 | 1–1 | 2–0 | 1–0 | —   |

## Promoción de permanencia
Como se indica al inicio del artículo, la Federación planteó una reducción de equipos para la siguiente temporada, y en un principio se estableció que los seis últimos clasificados de cada grupo descendieran directamente a Tercera División, y que los clasificados entre el octavo y el décimo lugar jugaran una promoción de permanencia en la que cuatro equipos más descendían. Dicha promoción se disputó, pero poco después se canceló la reducción de equipos y tan solo descendieron directamente a Tercera División los tres últimos clasificados de cada grupo, y la promoción quedó invalidada. A pesar de ello, queda constancia de esta fase ya que los equipos la disputaron sin conocer el desenlace final.

### Clasificación
| Pos. | Equipo                          | Pts. | PJ | G | E | P | GF | GC | Dif. |
| ---- | ------------------------------- | ---- | -- | - | - | - | -- | -- | ---- |
| 1    | Caudal Deportivo                | 14   | 10 | 6 | 2 | 2 | 24 | 20 | +4   |
| 2    | Unión Deportiva Melilla         | 12   | 10 | 5 | 2 | 3 | 21 | 13 | +8   |
| 3    | R. S. Gimnástica de Torrelavega | 11   | 10 | 4 | 3 | 3 | 21 | 18 | +3   |
| 4    | C. D. Atlético Baleares         | 8    | 10 | 3 | 2 | 5 | 18 | 27 | −9   |
| 5    | Deportivo Alavés                | 8    | 10 | 3 | 2 | 5 | 19 | 16 | +3   |
| 6    | R. C. D. Córdoba                | 7    | 10 | 2 | 3 | 5 | 19 | 28 | −9   |

 Fuente: Fútbol Regional
Criterios de clasificación: Puntos · Diferencia de goles · Goles a favor · Play-off

### Resultados
| Local \ Visitante               | ALV | BAL | CAU | COR | GTO | MEL |
| ------------------------------- | --- | --- | --- | --- | --- | --- |
| Deportivo Alavés                | —   | 1–2 | 2–2 | 4–0 | 1–2 | 4–1 |
| C. D. Atlético Baleares         | 3–1 | —   | 3–3 | 4–1 | 1–1 | 0–4 |
| Caudal Deportivo                | 2–1 | 4–1 | —   | 4–2 | 3–2 | 2–0 |
| R. C. D. Córdoba                | 2–4 | 3–1 | 5–2 | —   | 3–3 | 2–2 |
| R. S. Gimnástica de Torrelavega | 1–1 | 6–2 | 0–2 | 3–0 | —   | 2–1 |
| Unión Deportiva Melilla         | 1–0 | 3–1 | 4–0 | 1–1 | 4–1 | —   |

## Resumen
Campeones de Segunda División:
| - Real Oviedo Club de Fútbol | - Club Deportivo Málaga |

Ascienden a Primera División:
| - Real Oviedo Club de Fútbol | - Club Deportivo Málaga |

Descienden a Tercera División: 
| - Alicante Club de Fútbol | - Club de Futbol Badalona | - Cartagena Club de Fútbol | - Levante Unión Deportiva | - Sociedad Gimnástica Lucense | - Unión Deportiva Orensana |